# Вулишинец
Вулишинец је насељено место у саставу града Лепоглаве у Вараждинској жупанији, Хрватска. До територијалне реорганизације у Хрватској налазио се у саставу старе општине Иванец.

## Становништво
На попису становништва 2011. године, Вулишинец је имао 237 становника.

## Попис1991.
На попису становништва 1991. године, насељено место Вулишинец је имало 273 становника, следећег националног састава:
| Попис 1991.‍  | Попис 1991.‍  | Попис 1991.‍ | Попис 1991.‍ | Попис 1991.‍ |
| ------------ | ------------ | ----------- | ----------- | ----------- |
|              |              |             |             |             |
| Хрвати       | Хрвати       |             | 261         | 95,60%      |
| Муслимани    | Муслимани    |             | 1           | 0,36%       |
| остали       | остали       |             | 3           | 1,09%       |
| неопредељени | неопредељени |             | 1           | 0,36%       |
| непознато    | непознато    |             | 7           | 2,56%       |
| укупно: 273  |              |             |             |             |